# Modou de Zigeunerin
Modou de zigeunerin is een Franse stripreeks die voor het eerst is verschenen in 1988 met Regine Pascale als scenarist en Nadine Brass-van der Straeten als tekenaar. Dit album werd uitgegeven door Casterman. 

## Albums
Alle albums zijn geschreven door Regine Pascale, getekend door Nadine Brass-van der Straeten en uitgegeven door Casterman. 
1. Modou de zigeunerin redt de prins! (1988)
2. Vals beschuldigd! (1989)
3. De stad op het water (1991)
4. Verdwaald in Venetië (1991)